# Super Junior-T
Super Junior-Trot (tiếng Hàn Quốc: 슈퍼주니어-트로트), thường được gọi là Super Junior-T (tiếng Hàn Quốc: 슈퍼주니어-티) là phân nhóm thứ hai của nhóm nhạc Hàn Quốc Super Junior. Họ là nhóm nhạc đầu tiên hát nhạc trot (trước đó chỉ có các ca sĩ solo hát trot), một thể loại nhạc truyền thống của Hàn Quốc. Super Junior-T bao gồm 6 thành viên của Super Junior, Leeteuk (trưởng nhóm), Heechul, Kangin, Shindong, Sungmin, và Eunhyuk.
Super Junior-T đã phát hành một single trong quá trình quảng bá ngắn ngủi của mình trước khi lại tạm dừng vào năm 2008. Đĩa đơn "Rokuko" là bản thu bán chạy thứ 16 ở Hàn Quốc và là đĩa đơn bán chạy nhất năm 2007 - theo Hiệp Hội công nghiệp âm nhạc Hàn Quốc. Vào tháng 11 năm 2008, phân nhóm này đã trở lại với sự ra mắt trong nền công nghiệp âm nhạc Nhật Bản, phát hành phiên bản tiếng Nhật của "Rokkugo."

## Lịch sử

### Trước khi ra mắt
Nhận thấy sự đi xuống của dòng nhạc trot, Lee Soo Man đã quyết định rằng ông sẽ vực dậy xu hướng này bằng cách tạo ra một nhóm nhạc thần tượng chuyên hát trot. Ba tháng trước khi Super Junior-T chính thức ra mắt, họ đã biểu diễn bài hát "Don't Go Away" trong chương trình Mnet/KM Music Festival vào ngày 25 tháng 11 năm 2006 cùng với Donghae.

### 2007: Những thành công
Vào đầu tháng 2, SM Entertainment đưa ra thông báo chính thức về phân nhóm thứ hai của Super Junior là Super Junior-T. Nhóm con này sẽ tung ra single đầu tay "Rokkugo" vào ngày 23 tháng 2 năm 2007 và vào ngày 25 tháng 2 năm 2007, họ đã chính thức ra mắt trên chương trình Popular Songs của đài SBS, biểu diễn "Rokkugo" và "First Express" (Cheotcha) với ca sĩ nhạc trot nổi tiếng Bang Shilyi. Buổi diễn cũng đánh dấu sự trở lại của Heechul sau vụ tai nạn đáng tiếc xảy ra vào tháng 8 năm 2006 khiến anh bị gãy 5 chỗ trên chân trái và đã phải phẫu thuật đóng đinh nội tủy cùng với nhiều vết thương khác như 1 vết rách phải khâu nhiều mũi ở lưỡi.
"Rokkugo" đã đứng đầu các bảng xếp hạng âm nhạc chỉ 3 ngày sau khi phát hành. Hai tháng sau, đĩa đơn này đã đứng đầu tại Thái Lan và giữ vững vị trí đó trong vài tuần. Đến cuối năm 2007, đĩa đơn đã bán được gần 46000 bản và trở thành đĩa đơn bán chạy nhất trong năm tại Hàn Quốc.
Hai tháng sau đó, Leeteuk, Shindong, và Eunhyuk đã bị thương trong một vụ tai nạn (Xem thêm: car accident), và tất cả các kế hoạch của Super Junior-T đã bị dừng lại trong 2 tháng. Tuy vậy, những chương trình đã được ghi hình trước, ví dụ như phiên bản bắt chước của họ Goong T (Hoàng Cung T), vẫn tiếp tục được lên sóng trên truyền hình và đĩa đơn của họ vẫn tiếp tục đứng đầu trên các bảng xếp hạng âm nhạc. Họ có lịch làm việc trở lại vào tháng 6, nhưng cũng chỉ được 1 tháng đó mà thôi.

### 2008: Lưu diễn và Nhật Bản
Vào ngày 29 tháng 4 năm 2008, Super Junior-T được thông báo là sẽ có màn trở lại vào cuối năm với đĩa đơn thứ hai. Tuy nhiên, phân nhóm thứ tư của Super Junior, Super Junior-Happy, lại ra mắt thế vào đó, và hoạt động của Super Junior-T lại tiếp tục bị gián đoạn. Dù vậy, Super Junior-T vẫn duy trì hoạt động trong năm thông qua việc xuất hiện trong chuyến lưu diễn của Super Junior, Super Show và các hoạt động khác tương tự. Bất chấp sự ra mắt của Super Junior-Happy, một album đầy đủ đang trong quá trình chuẩn bị và được lên kế hoạch tung ra trong tương lai. Lần xuất hiện cuối cùng của họ trước khi Super Junior-Happy ra mắt là vào ngày 17 tháng 5 năm 2008, biểu diễn mở màn vào Lễ hội âm nhạc Hàn Quốc ở Los Angeles, California.
Vào ngày 5 tháng 11 năm 2008, Super Junior-T đã tung ra phiên bản Nhật của Rokkugo với cái tên mới "ROCK&GO" vào thị trường Nhật Bản. Giới thiệu kế hoạch hợp tác với bộ đôi diễn viên hài Nhật Bản Moeyan, những người đầy tài năng cả trong hài kịch cũng như nhảy và hát, Super Junior-T hi vọng bộ đôi này sẽ giúp họ có được vị trí nhất định trong lòng người dân Nhật. Sự kết hợp này là sự ra mắt đầu tiên của bộ đôi Moeyan với tư cách ca sĩ và sự xâm nhập đầu tiên của Super Junior-T vào thị trường Nhật Bản. Đĩa đơn đã ra mắt ở vị trí thứ #19 trên bảng xếp hạng hàng ngày của Oricon  và nhảy lên vị trí thứ hai 3 ngày sau đó. Super Junior-T và Moeyan đã tổ chức 2 mini concerts ngay trong ngày ra mắt single tại C.C. Lemon Hall ở Tokyo để quảng bá.

## Thành tựu âm nhạc
Phong cách của Super Junior-T là kiểu đặc trưng của nhạc trot. Họ đã đổi mới thể loại này, bằng cách hiện đại hóa giai điệu và kiểu rap nhanh thực hiện bởi Shindong, Eunhyuk và đôi khi là Heechul. Mục tiêu của Super Junior-T là vực dậy thể loại âm nhạc đang bị phai nhạt dần trong ngành công nghiệp âm nhạc hiện đại Hàn Quốc và giới thiệu cho giới trẻ về loại hình âm nhạc truyền thống này với hi vọng nâng cao tầm nhìn của các nhạc sĩ trot và mang trot trở lại với âm nhạc chính thống. Sự xuất hiện của Super Junior-T chính là dựa trên một chiến lược mà Super Junior đang sử dụng, tức là chứng minh rằng họ có thể hát được nhiều thể loại âm nhạc khác nhau.

## Hình ảnh
Super Junior-T được biết đến nhiều thông qua những phiên bản bắt chước của họ, ví dụ như loạt phim ngắn Goong T, một phiên bản nhái lại bộ phim Hàn Goong (Hoàng Cung) đã từng được phát sóng trên kênh Mnet, dưới dạng một phần của Idol World.
Do sự gia nhập của Super Junior-T vào dòng nhạc trot và hình tượng hài hước của họ, nhóm đã giành được rất nhiều sự chú ý từ những khán giả lớn tuổi bất chấp hình ảnh thần tượng trẻ trung đã được tạo ra đối với nhóm lớn Super Junior. Các thành viên Super Junior-T giải thích rằng họ muốn thay đổi hình tượng idol của mình  và hi vọng sẽ có thêm nhiều fan hơn nữa nhờ phong cách trot mới này.

## Đĩa nhạc

### Đĩa đơn
| Năm  | Tiêu đề                | Ngày phát hành      |
| ---- | ---------------------- | ------------------- |
| 2007 | "Rokkugo"              | 23 tháng 2 năm 2007 |
| 2008 | "Rokkugo" feat. Moeyan | 5 tháng 11 năm 2008 |

## Show truyền hình
| Tên chương trình            | Ngày phát sóng                | Kênh truyền hình |
| --------------------------- | ----------------------------- | ---------------- |
| KM Idol World – 아이돌 월드 | 5 tháng 5–30 tháng 6 năm 2007 | M.net            |